# ماركو سافيتش
ماركو سافيتش (19 يوليو 1984 ببلغراد في صربيا - ) هو لاعب كرة قدم صربي في مركز الهجوم. لعب مع غرافيتشار بيوغراد ونادي ساراييفو ونادي سبارتاك فارنا وFC Rilski Sportist Samokov ‏ وFK Radnički Obrenovac ‏ وFK Mladi Obilić ‏ وOFK Žarkovo ‏.

## وصلات خارجية
- ماركو سافيتش على موقع قاعدة بيانات كرة القدم.إي يو (الإنجليزية)